# Kostel svaté Kateřiny (Chrást nad Sázavou)

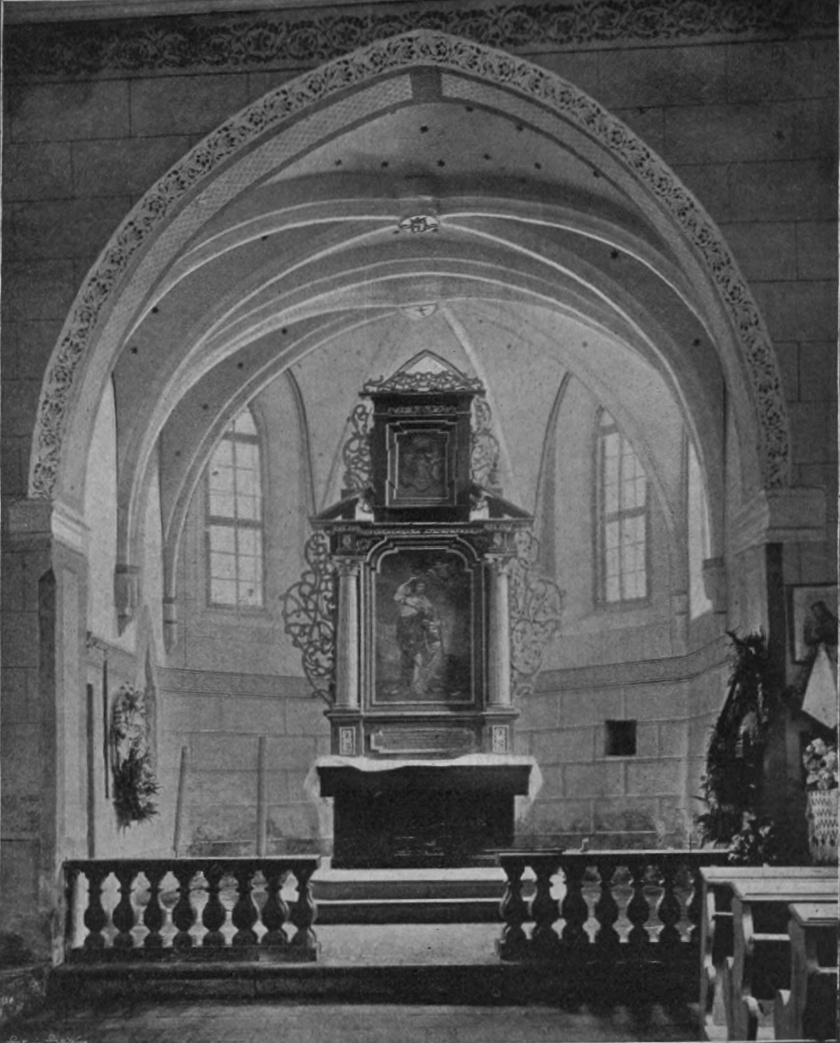
Vnitřek kostela (rok 1908 nebo před rokem 1908)

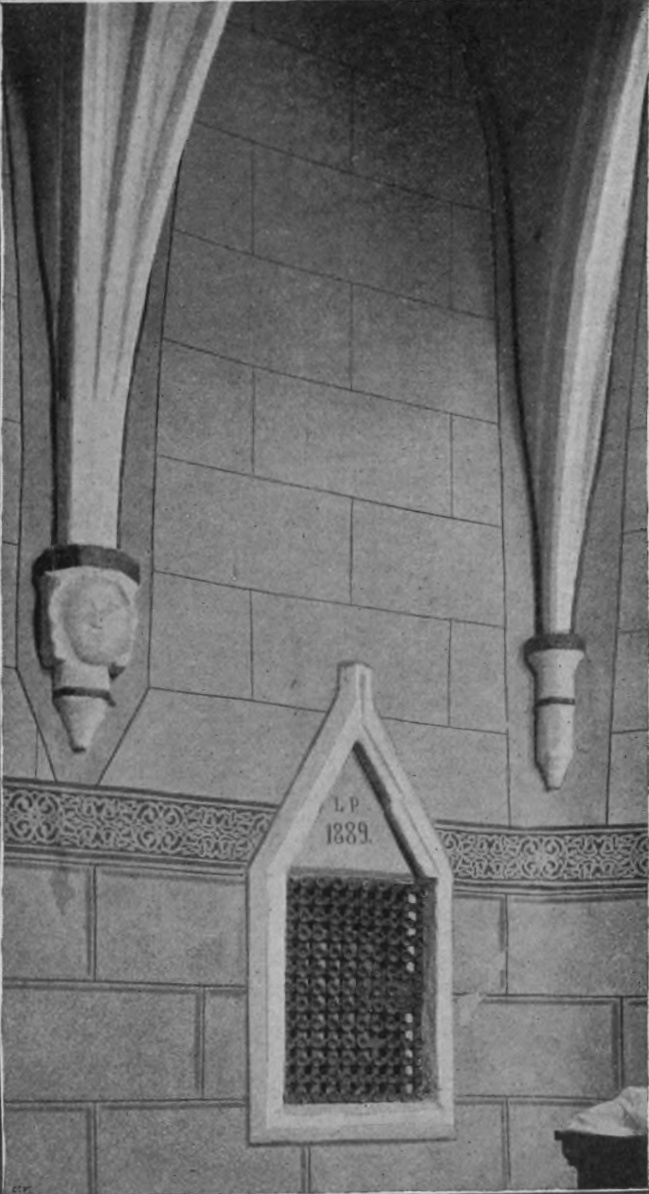
Konzoly žeber a sanktuář (rok 1908 nebo před rokem 1908)

Kostel svaté Kateřiny Alexandrijské se nachází na návrší na severovýchodním okraji Chrástu nad Sázavou v severozápadní části města Týnec nad Sázavou v okrese Benešov. Kostel s neogotickou věží je obklopen hřbitovem, který je ohraničen oválnou ohradní hřbitovní zdí. Historický areál s původně gotickým kostelem s raně barokním zařízením, pozemkem hřbitova a jeho zdí tvoří od roku 1958 (resp. 1965) státem chráněnou kulturní památku. Jedná se o  filiální kostel římskokatolické farnosti Týnec nad Sázavou.

## Popis

### Stavebně historický
Vlastní objekt kostela s obdélníkovitým půdorysem je tvořen jednou lodí s plochým stropem (s hrotitým vítězným obloukem) a polygonálním (pětiboce uzavřeným) presbyterářem (kněžištěm) sklenutým křížovou žebrovou klenbou na konzolách zdobených maskarony. Valeně klenutá zákristie je orientována na sever; hranolová kostelní věž se nachází na západní straně objektu. Na jižní straně kostelní lodi byl odhalen původně gotický portál z první poloviny 14. století, proběhla v letech 1888 až 1889, kdy byla zvýšena loď a přistavěna nová věž v neogotickém stylu. V roce 1955 prošel kostel generální opravou. V roce 1970 byl kostel kryt taškovou střechou.

### Vybavení
V presbyteráři se nachází goticky prostý nástěnný sanktuář. Hlavní oltář je raně barokní, portálový, sloupový s nástavcem a boltcovými křídly. Oltářní obraz svaté Kateřiny namaloval v roce 1684 Samuel Lohrich Mahler. Kazatelna je rokoková.

### Popis z roku 1908
Tato kapitola je sestavena na základě doslovného popisu kostela a jeho vybavení poplatného roku 1908, kdy je datován pramen „Soupis památek historických a uměleckých v politickém okresu Vinohradském od pravěku do počátku XIX. století“
Filiální kostel svaté Kateřiny, gotická stavba 14. století. V letech 1888–1889 byl kostel opraven. Tehdáž zbořena byla věž, která byla v dolejší části zděná a v hořejší části dřevěná a zbudována věž nová; loď byla ve zdivu zvýšena.
Dr. Antonín Podlaha, Filiální kostel svaté Kateřiny Alexandrijské v Chrástu nad Sázavou, 1908, 

#### Presbytář, sanktuář, sakristie
Presbytář o jednom obdélníkovém poli a trojbokém závěru, dlouhý 5,70 metrů a 4,55 metrů široký. Zevně v rozích presbytáře opěrné pilíře, nahoře šikmo zakončené a uprostřed rovněž šikmo odstupněné. Klenba žebrová. Žebra vybíhají z válcovitých krátkých oblých prutů, dole zašpičatělých, jež jsou snad zbytky otlučených přípor. Uprostřed bočních stěn presbytáře jsou konsoly v podobě lidských hlav. Svorníky okrouhlé, hladké. Okna hrotitá, nyní bez kružeb. V severní zdi presbytáře sanktuář (vysoký 1,68 metrů a široký 0,8 metrů), s jednoduchým kamenným orámováním, nahoře dvěma boky trojúhelníku zakončeným a s mřížovými, ze železa kutými dvířky s rossetami. K severnímu boku presbytáře přiléhá sakristie valeně klenutá s hmotným zdivem; v ní jednoduchá zděná tumba oltářní.
Dr. Antonín Podlaha, Filiální kostel svaté Kateřiny Alexandrijské v Chrástu nad Sázavou, 1908, 

#### Vítězný oblouk, loď
Vítězný oblouk hrotitý, s obou stran sešikmený, z profilovaného vodorovného římsoví vybíhající. Loď obdélníková; 10,93 metrů dlouhá a 7,32 metrů široká. Strop plochý. V severní zdi lodi hrotité okno bez kružby, v jižní zdi podobné okno a mimo to malé hrotité okénko úzké na kruchtu vedoucí. V jižní zdi lodi portál hrotitý, profilovaný dvěma pruty a třemi žlábky. V lodi po stranách vítězného oblouku byly staré zděné mensy oltářní, z nichž jižní se zachovala.“
Dr. Antonín Podlaha, Filiální kostel svaté Kateřiny Alexandrijské v Chrástu nad Sázavou, 1908, 

#### Kruchta, kazatelna, kropenka
Kruchta dřevěná, jednoduchá, na trámech do zdi zapuštěných spočívající; na jednom trámu vyřezán letopočet 1687. Při severní zdi lodi rokoková dřevěná kazatelna s reliéfy svatých evangelistů ze dřeva obhrouble řezanými. U vchodu do kostela zapuštěná uvnitř do zdi jednoduše profilovaná kropenka z pískovce; na ní vytesáno „ACAR 1750“.
Dr. Antonín Podlaha, Filiální kostel svaté Kateřiny Alexandrijské v Chrástu nad Sázavou, 1908, 

#### Hlavní oltář, predella
Hlavní oltář ranně barokní, vkusný; po stranách kanellované sloupky s listovými hlavicemi a lalokovité řezby. Uprostřed dobrý obraz na plátně „Svatá Kateřina“, v levém rohu signovaný „Samuel Lohrich Mahler 1684“. V nástavku obraz „Korunování Panny Marie“. V predelle oltářní orámovaná deska s nápisem: „Tento oltář nový jest udělán ke cti a chvále Pána Boha a nejsvětější Rodičky Boží Svaté Panny Kateřiny s nákladem z důchodu kostelního a s pomocí některých dobrých lidí ve vsi Chrástu Léta Páně 984 dne 20. listopadu.“
Dr. Antonín Podlaha, Filiální kostel svaté Kateřiny Alexandrijské v Chrástu nad Sázavou, 1908, 

#### Zvony
- První zvon (s nápisem na polovypouklině pláště „Sv. Petr“) byl vysoký 67 cm v průměru měřil 83 cm. Nahoře kolem dokola nesl nápis:[3] „Ke cti a chvále pánu bohu matce boží a všem svatým tento zvon je udělán. Jan Konvář[pozn. 5] dělal tento zvon“.[pozn. 6]
- Druhý zvon obsahoval na svém plášti reliéf zobrazující sedící světici s rozevřenou knihou na klíně; byl 62 cm vysoký a měřil 80 cm v průměru.[3] Nahoře kolem dokola nesl latinsky psaný text:[3] „Anno domini millesimo Trcc nonagesimo Quarto hoc opus conflatum est a Georgio Canulatore.“[pozn. 7][pozn. 8][pozn. 9]